# Bob Bell
Pour les articles homonymes, voir Bell et Bob Bell (homonymie).
Bob Bell est un acteur américain né le 18 janvier 1922 à Flint au Michigan et mort le 8 décembre 1997 à Lake San Marcos en Californie. Il est principalement connu pour avoir interprété le personnage de Bozo le clown sur la chaîne WGN-TV.